# Cortane
Der Cortane war ein spanisches Volumenmaß und galt vorrangig in der Provinz Katalonien.
Das Maß war recht unterschiedlich (3,7…6 ⅞ Liter), wenn man es als Getreide-, Öl- oder Weinmaß vergleicht.

## Getreidemaß
- 1 Cortane = 4 Picoline = 285 3/5 Pariser Kubikzoll = 5 ⅔ Liter
- 12 Cortanes = 1 Quartera
- 48 Cortane = 1 Salma

## Weinmaß
Das Maß war auch für Branntwein zugelassen.
- 1 Cortane = 344 7/16 Pariser Kubikzoll = 6 ⅞ Liter
- 1 Cortane = 2 Cortarines/Quarteros = 6 Meitadella = 8 Quartos = 32 Porrones

## Ölmaß
- 1 Cortane = 4 Quartos = 183 ½ Pariser Kubikzoll = 3,7 Liter
- 3 Cortanes = 1 Arroba
- 12 Cortanes = 1 Odre
- 30 Cortanes = 1 Carga

Wurde Öl nach dem Gewicht gehandelt, war
- 1 Cortane/Ölcortane = 3408 31/33 Gramm